# Andris Šķēle
Andris Šķēle (né le 16 janvier 1958 à Ape) est un homme d'État letton. Il a été à deux reprises Premier ministre de Lettonie, du 21 décembre 1995 au 7 août 1997 et du 16 juillet 1999 au 5 mai 2000.
Lors de son premier mandat, il ne fait partie d'aucun parti. Durant son second mandat, il est membre du Parti populaire qu'il a fondé en 1998. En 2003, il renonce à la politique mais demeure un membre du Parti populaire qu'il continue d'influencer. Il revient en 2009 en tant que chef du parti et de la coalition Pour une bonne Lettonie.
Il a souvent été associé avec des scandales de corruption mais a réussi à éviter toute poursuite jusqu'à présent.[réf. nécessaire] Selon The Baltic Times il est la 15e personne la plus riche de Lettonie.